# Der Mann, der lächelte (2003)
Der Mann, der lächelte (Originaltitel: Mannen som log) ist der Titel eines schwedischen TV-Krimis, der auf dem gleichnamigen Roman von Henning Mankell basiert. Die Hauptrolle übernahm Rolf Lassgård, Regie führte Leif Lindblom. Die deutsche Fassung wurde 2004 vom ZDF synchronisiert und im Januar des folgenden Jahres als Zweiteiler ausgestrahlt. Der Film ist die sechste Wallander-Verfilmung und erschien am 28. März 2005 als DVD-Version. Zum zweiten Mal nach ihrem Auftritt in Die fünfte Frau erscheint in diesem Film auch Wallanders Kollegin Maya Thysell, die in den Büchern nicht existiert.
Ein weiteres Mal wurde der Roman im Jahr 2010 unter dem Titel Kommissar Wallander: Der Mann, der lächelte mit Kenneth Branagh in der Titelrolle verfilmt.

## Handlung
Der Anwalt Sten Torstensson bittet seinen Freund, den Polizisten Kurt Wallander, um Hilfe: Sein Vater ist bei einem Verkehrsunfall ums Leben gekommen und Torstensson glaubt nicht, dass es ein Unfall war. Torstensson wird von Wallander vertröstet, allerdings wird auch Torstensson kurze Zeit später tot aufgefunden. Es steht fest, dass er ermordet wurde. Wallander erhält einen Tipp, dass Torstensson in dubiose Geschäftsbeziehungen verwickelt war. Seine Ermittlungen führen ihn zu einem Großindustriellen und seiner Tochter. Schließlich wird auch auf Wallander ein Anschlag verübt.

## Kritik
Die Fernsehzeitschrift prisma urteilte, Leif Lindblom habe eine „stimmige Henning-Mankell-Verfilmung“ inszeniert.